# よしのがり牟田
よしのがり牟田（-むた、1954年5月2日 - ）は、佐賀県を中心に活動するラジオパーソナリティである。本名:牟田善則（むたよしのり）。

## 略歴
- 佐賀県伊万里市出身。幼少時は父の仕事の関係で佐賀県内を転々とする。佐賀県立小城高校中退後、ショッピングセンターで働きながらもともと興味のあったイベント司会などのアルバイトを行い経験を積む。25歳で独立した後は、NBCラジオ佐賀のパーソナリティやケーブルテレビ番組の出演、イベント司会・プランニングなどを行っている。

## レギュラー番組
- ここ・らじ（NBCラジオ佐賀）月〜水 9:00-11:29

## 過去の出演番組
- よしのがり牟田のラジオですよ（NBCラジオ佐賀）
- みんなの力であたらしい佐賀を（NBCラジオ佐賀）
- おはこんラジオ（NBCラジオ佐賀）月〜水 7:25-11:40